# 姜春棠
姜春棠，是中國清朝官員，於1893年上任台東直隸州吏目，接替俞鵬，隸屬於台灣道台灣府，為台灣清治時期的重要地方官員，官職品等則為正五品，上受直隸州知州制約。
| 前任： 俞鵬 | 台東直隸州吏目 1893年上任 | 繼任： ' |